# M1 Tank Platoon
M1 Tank Platoon est un jeu vidéo de simulation de char d’assaut développé et publié par MicroProse en 1989 sur Amiga, Atari ST et IBM PC. Le jeu permet au joueur de commander un peloton de quatre chars d’assaut M1 Abrams MBT et d’unités de soutien. Le joueur peut ainsi contrôler ses quatre chars en même temps, ou leur donner des ordres individuellement. Il peut également incarner n’importe quel membre de l’équipage d’un de ses chars, incluant le commandant, le conducteur ou le tireur. Le jeu propose au joueur d’effectuer des missions individuelles de différents types ou de jouer une campagne complète dans quatre niveaux de difficulté. Au fur et à mesure des missions, les membres d’équipage acquièrent de l’expérience et peut se voir décerner des récompenses ou des promotions,,,,. Le jeu a notamment été récompensé du Tilt d'or du meilleur logiciel de simulation de l’année 1989 par le magazine Tilt.